# Hamburger Abrechnung
Die Hamburger Abrechnung bezeichnete eine Form der lokalen Abrechnung des Zahlungsverkehrs in Hamburg.

## Geschichte
An verschiedenen Orten mit einer Niederlassung der Reichsbank wurde die Zahlungsverkehrsverrechnung bis 1949 analog vorgenommen. Die „Hamburger Abrechnung“ war organisiert wie die bundesweite LZB-Abrechnung. Sie war eine selbständige Einrichtung der wichtigsten Hamburger Kreditinstitute, die sich in der Rechtsform eines nicht eingetragenen Vereins („Große Abrechnung“ oder „Hamburger Abrechnung“) zusammenschlossen, in dem die Landeszentralbank Hamburg nur gleichberechtigtes Mitglied war.

## Organisation
Die Boten der verschiedenen Hamburger Banken trafen sich mit den Boten der anderen Banken in Räumen der Landeszentralbank. Die Abrechnungspapiere (Überweisungen, Schecks und Wechsel; Lastschriften gab es noch nicht) waren sortiert nach den Banken der Gegenseite; also: alle Überweisungen von Kunden der Haspa sortiert nach Empfängern bei der Deutschen Bank, der Commerzbank, der Westbank usw. Entsprechend verfuhren die anderen Banken, ebenso wurde mit Schecks und Wechseln verfahren. Die Soll- und Habenumsätze konnten zwischen den Banken saldiert werden. Zwischen der kleinen Anzahl der Abrechnungsteilnehmer wurden dann nur noch die Nettosalden ermittelt. Fernüberweisungen außerhalb der Abrechnungsteilnehmer wurden über die Zentralbank verrechnet. Der Saldo aus allen Zahlungen wurde ermittelt und über die LZB-Konten so reguliert, dass jede teilnehmende Bank nur noch den Saldo der Posten aus den Papieren des Abrechnungstages gutgeschrieben oder belastet bekam. Rechtlich handelte es sich hierbei um eine Aufrechnung. Das Verfahren reduzierte die Anzahl der Buchungen und die Höhe der Beträge.

## Ende
Wegen des zunehmenden elektronischen Zahlungsverkehrs wurde die Schließung der Hamburger Abrechnung im Juni 1997 beschlossen. Die bundesweite LZB-Abrechnung endete erst im März 2000.